# フィーバー大相撲II
フィーバー大相撲Ⅱは、1992年11月にSANKYOが発売した、大相撲をモチーフにしているセル盤のデザインや大当たり図柄が特徴的なパチンコ機のシリーズ名。
フィーバー大相撲Ⅱの1機種がある。

## 概要
ドラム型のデジパチ。大相撲をイメージさせる8種類の大当たり図柄があり、センターラインか右上がりラインか右下がりラインのいずれかに3つ揃うと大当たりとなる。有効ラインが3ラインなので24種類の大当たりパターンが存在する。本機は大当たりが終了すると、大当たり確率が通常の1/265から5倍の1/53にアップする。この高確率状態はハズレリーチが発生するまで継続する。ハズレリーチの確率は1/18である。

## スペック
- フィーバー大相撲Ⅱ
  - 賞球数 7&15
  - 大当たり最高継続 16R
  - 大当たり確率 1/265

## 図柄
- トロフィー
- 力士の顔
- 軍配
- 大入
- 金星
- 祝儀袋
- 大相撲（赤）
- 大相撲（青）

## 演出
フィーバーアタックGPで初めて実装された超スロー回転のリーチ演出が本機にも搭載されている。大当たり時に開放されるアタッカー内部は滑り台方式になっており、拾われた玉は左側に流れていく構造となっている。図柄の配列上、斜め2ラインに大当たり図柄が2つテンパイするダブルリーチの形が4パターン存在する。

ドラム上に配置されている1桁デジタルはラッキーナンバー用デジタルである。大当たり後に表示される数字は偶数の割合が高く、3や7は偶数に比べると出現割合は低めである。

## サウンドトラック
- 『パチンコ・ミュージック・フロム SANKYO FEVER WARS』 キングレコード、1998年8月21日。KICA-1217。
  - BGMが収録されている。